# Grlo
Grlo (lat. gula) je organ koji spada pod sistem organa za disanje. Nalazi se pred jednjakom u visini četvrtog i petog krajnika. Unutrašnjost pokriva sluznica grla. Tokom disanja glasna žica je široko razmaknuta.

## Spoljašnje veze
|  | Molimo Vas, obratite pažnju na važno upozorenje u vezi sa temama iz oblasti medicine (zdravlja). |